# Koppasaari (ö i Birkaland)
Koppasaari är en ö i Finland. Den ligger i sjön Näsijärvi och i kommunen Tammerfors i den ekonomiska regionen Tammerfors och landskapet Birkaland, i den södra delen av landet, 180 km norr om huvudstaden Helsingfors. Öns area är 1,4 hektar och dess största längd är 240 meter i nord-sydlig riktning.